# Percivall Pott
Percivall Pott (6 de enero de 1714 - 22 de diciembre de 1788),  Londres, Inglaterra) fue un cirujano británico, uno de los padres de la ortopedia, y el primer científico en demostrar que un cáncer puede ser provocado por agentes ambientales (carcinógeno).

## Vida
Siprendiz a las órdenes de Edward Nourse, cirujano del Hospital de San Bartolomé, y en 1736 fue admitido en la Compañía de Barberos y obtuvo la licencia para su ejercicio. El mismo sería nombrado cirujano asistente del Hospital de San Bartolomé en 1744 y cirujano titular desde 1749 hasta 1787.  
Desde el primer día como cirujano introdujo varias importantes innovaciones en los procedimientos quirúrgicos, disminuyendo notablemente el uso de escarificantes y de las cauterizaciones, muy empleadas durante la época en que ejerció su profesión. Fue maestro del notable cirujano John Hunter y describió la lesión vertebral asociada a la tuberculosis que lleva su nombre: Mal de Pott.
En 1775, Pott encontró una asociación entre la exposición al hollín y una alta incidencia de cáncer escrotal entre los deshollinadores. Además de la primera descripción de un agente cancerígeno ambiental esta es también una de las primeras referencias a una enfermedad profesional. La investigación de Pott contribuyó al desarrollo de la epidemiología.